# Bernardo de Sandoval y Rojas
Bernardo de Sandoval y Rojas (Aranda de Duero, 20 aprile 1546 – Madrid, 7 dicembre 1618) è stato un cardinale e arcivescovo cattolico spagnolo.

## Biografia
Bernardo de Sandoval y Rojas nacque ad Aranda de Duero il 20 aprile 1546. Secondo di nove figli, suo padre, Hernando de Rojas y Sandoval, era un ufficiale presso la città di Aranda de Duero dove Bernardo nacque nel 1546. La madre era María Chacón de Guevara. Si formò presso l'Università di Alcalá dove fu allievo dell'umanista Ambrosio de Morales, per il quale scrisse un epitaffio. Da grande estimatore dell'arte e soprattutto delle lettere si distinse per la protezione data a grandi letterati dell'epoca quali Luis de León, Miguel de Cervantes, Lope de Vega, Francisco de Quevedo e Luis de Góngora. Papa Clemente VIII lo elevò al rango di cardinale nel concistoro del 3 marzo 1599.

## Genealogia episcopale e successione apostolica
La genealogia episcopale è:
- Cardinale Diego Espinosa Arévalo
- Cardinale Gaspar de Quiroga y Vela
- Cardinale Rodrigo de Castro Osorio
- Cardinale Bernardo de Sandoval y Rojas

La successione apostolica è:
- Arcivescovo Massimiliano d'Austria (1597)
- Arcivescovo García de Santa María Mendoza y Zúñiga, O.S.H. (1601)
- Vescovo Melchor Soria Vera y Diaz (1602)
- Vescovo Pedro Carvajal Girón de Loaysa (1604)
- Vescovo Fernando Mendoza González (1609)
- Vescovo Antonio Idiáquez Manrique (1610)
- Arcivescovo Fernando Acevedo González (1610)
- Arcivescovo Pedro González de Mendoza, O.F.M. (1610)
- Vescovo Alfonso Mesía de Tovar (1612)
- Vescovo Alfonso Márquez de Prado (1612)
- Vescovo Juan Alvarez Zapata, O.Cist. (1613)